# Fächer-Diagramm
Ein Fächer-Diagramm nennt man das Richtdiagramm beziehungsweise Antennendiagramm einer Richtantenne oder Antennengruppe, wenn es in der einen Dimension einen sehr kleinen Öffnungswinkel und in der anderen Dimension einen großen Öffnungswinkel aufweist. 
Ein solches Diagramm wird zum Beispiel erreicht, indem
- ein in einer Dimension schmaler Parabolreflektor oder nur ein Segmentausschnitt eines Paraboloids genutzt wird,
- mehrere Antennen in einem eindimensionalen Antennenarray angeordnet werden.

Je größer die Ausdehnung des Reflektors oder des Antennenarrays ist, desto kleiner wird der Abstrahlwinkel in dieser Dimension.

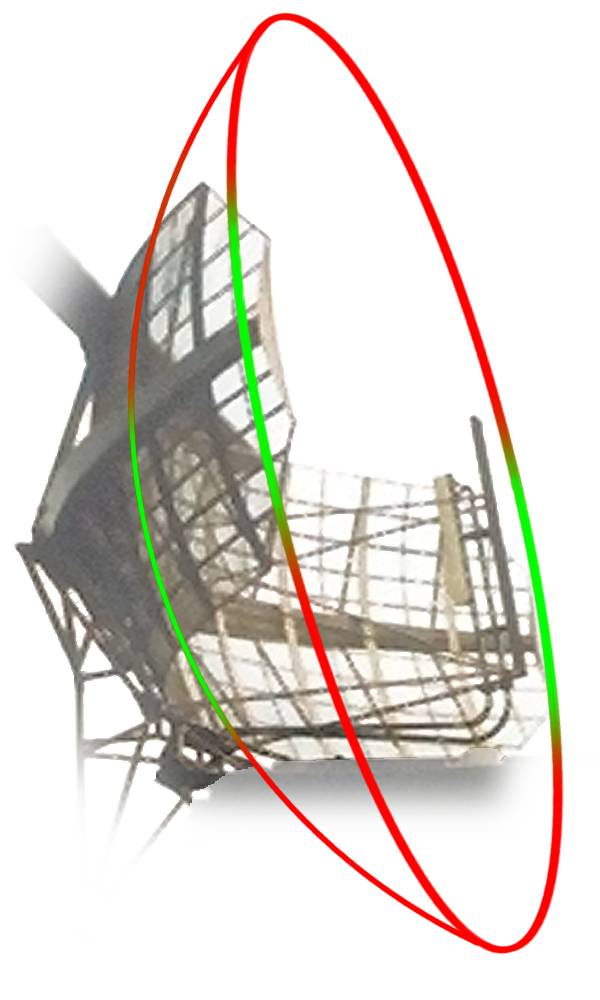
Die Fächer-Antenne als ein Ausschnitt einer Parabolantenne

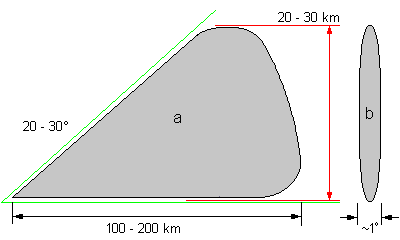
Die Fächer-Antenne als ein Ausschnitt einer Parabolantenne und ihr Antennendiagramm (a: Seitenansicht, b: Frontalansicht)

## Anwendungen

### Vertikale Fächer
Vertikal ausgerichtete (stehende) Fächerdiagramme werden von Sekundär- und Primärradargeräten verwendet, um verschiedene Flughöhen bei dennoch höchster horizontaler Winkelauflösung erfassen zu können. 

### Horizontale Fächer
Horizontale, „liegende“ Fächer-diagramme besitzen zum Beispiel Höhenfinder-Radargeräte. Der horizontale Winkel deren Fächerdiagramme beträgt wenige Grad, während der vertikale Winkel oft weniger als ein Grad beträgt. Auch Rundfunksender in VHF-, UKW- und UHF-Bereich besitzen oft eine horizontale Fächercharakteristik, um die Sendeleistung gebündelt in Richtung oder leicht unterhalb des Horizontes abzustrahlen. Auf diese Weise wird eine unnötige Abstrahlung in den Weltraum oder in Richtung Überreichweiten verursachender Inversionsschichten vermieden. Antennen des Mobilfunknetzes besitzen ebenfalls horizontale Fächerdiagramme. Sowohl diese als auch Rundfunksender nutzen dazu vertikale Antennenarrays, deren Einzelelemente gegebenenfalls etwas phasenverschoben angesteuert werden, um den Fächer trotz senkrechter Installation an einem Mast etwas in Richtung Erdoberfläche zu neigen.